# Le-šan
Le-šan (čínsky pchin-jinem Lèshān, znaky 乐山) je město a městská prefektura, které se nachází v čínské provincii S’-čchuan. Má dvě partnerská města, jedno v USA a další v Austrálii. Ve městě či v jeho blízkosti žije přibližně 1,5 milionů obyvatel, celá prefektura má více než tři miliony obyvatel.
Le-šan je často navštěvováno turisty, a to zejména díky hoře E-mej-šan s lešanským Buddhou. Byl zapsán roku 1996 na seznam Světového dědictví UNESCO.

## Administrativní členění
Městská prefektura Le-šan se člení na jedenáct celků okresní úrovně, a sice čtyři městské obvody, jeden městský okres, čtyři okresy a dva autonomní okresy.
| Š’-čung Ša-wan Wu-tchung-čchiao Ťin-kchou-che městský okres · E-mej-šan okres · Čchien-wej okres · Ťing-jen okres · Ťia-ťiang okres · Mu-čchuan autonomní okres · E-pien autonomní okres · Ma-pien |                |                       |                    |                                  |
| Název | Název          | Počet obyvatel (2020) | Rozloha km² (2020) | Hustota zalidnění (obyv. na km²) |
| český přepis | znaky          | Počet obyvatel (2020) | Rozloha km² (2020) | Hustota zalidnění (obyv. na km²) |
| Městské obvody |                |                       |                    |                                  |
| Š’-čung | 市中区         | 814 597               | 840                | 969                              |
| Ša-wan | 沙湾区         | 144 931               | 604                | 240                              |
| Wu-tchung-čchiao | 五通桥区       | 237 933               | 464                | 512                              |
| Ťin-kchou-che | 金口河区       | 38 727                | 559                | 69                               |
| Městský okres |                |                       |                    |                                  |
| E-mej-šan | 峨眉山市       | 419 107               | 1 189              | 353                              |
| Okresy |                |                       |                    |                                  |
| Čchien-wej | 犍为县         | 416 673               | 1 370              | 304                              |
| Ťing-jen | 井研县         | 280 641               | 842                | 333                              |
| Ťia-ťiang | 夹江县         | 305 441               | 741                | 413                              |
| Mu-čchuan | 沐川县         | 192 313               | 1 377              | 140                              |
| Autonomní okresy |                |                       |                    |                                  |
| E-pien (iský) | 峨边彝族自治县 | 121 554               | 2 252              | 54                               |
| Ma-pien (iský) | 马边彝族自治县 | 188 251               | 2 218              | 85                               |
| |                |                       |                    |                                  |
| Celkem | Celkem         | 3 160 168             | 12 456             | 254                              |

## Partnerská města
- Gilbert, USA
- Hervey Bay, Austrálie
- Ičikawa, Japonsko